# Genrich Primatov
Genrich Aleksejevitsj Primatov (Russisch: Генрих Алексеевич Приматов) (Orechovo-Zoejevo, 1 december 1931 – Koejbysjev, 31 juli 1985) was een basketbalcoach voor verschillende teams in de Sovjet-Unie. In 1967 kreeg hij kreeg de onderscheiding Geëerde Coach van de Sovjet-Unie.

## Carrière
Primatov begon zijn trainerscarrière bij het vrouwenteam van NETI Novosibirsk in 1955. In 1959 veranderde de naam in Boerevestnik Novosibirsk. In 1962 veranderde de naam in Sibirjatsjkoj Novosibirsk. In 1966 veranderde de naam van die club in Dinamo Novosibirsk. In 1976 werd hij hoofdcoach van de nieuwe mannenbasketbalclub Azot Togliatti. In 1978 veranderde de naam van de club in Stroitel Koejbysjev. In 1967 is hij coach van het damesteam van de Russische SFSR. Met de Russische SFSR wint hij brons op de Spartakiad van de Volkeren van de USSR in 1967.

## Erelijst
- Landskampioen Russische SFSR: 3 (mannen)
  - Winnaar: 1976, 1979, 1980
- Landskampioen Russische SFSR: 2 (vrouwen)
  - Winnaar: 1966, 1974
- Spartakiad van de Volkeren van de USSR:
  - Derde: 1967